# John Hartigan
John Hartigan è un personaggio immaginario della serie a fumetti  Sin City di Frank Miller, protagonista del volume Quel bastardo giallo.
Secondo alcuni fan, Hartigan ricorda il Batman de Il ritorno del cavaliere oscuro, sempre scritto da Miller: infatti i due personaggi, nonostante siano avanti con gli anni, dimostrano una determinazione e un coraggio senza pari, ed entrambi proveranno un sentimento profondo per delle donne molto più giovani di loro (Hartigan per Nancy Callaghan, Batman per Carrie Kelley); inoltre entrambi i personaggi hanno l'abitudine di ripetere a se stessi la frase Lucky, old man!, tradotta in italiano con Avanti, vecchio!.

## Biografia
John Hartigan è un detective della polizia di Basin City, uno dei pochi ad essere onesti e corretti. Ha quasi 60 anni, è sposato con una donna chiamata Eileen e soffre di angina, motivo per il quale dovrà ritirarsi dal servizio.
Un suo segno particolare è una cicatrice a forma di "X" sulla fronte. Non viene rilevato come esso se la sia procurata.
Ligio al dovere fino in fondo, nel suo ultimo giorno di servizio John ha salvato una bambina di 11 anni, Nancy Callaghan dal figlio del senatore Roark, Roark Junior, un pericoloso e sadico serial killer pedofilo.
Durante il salvataggio però Hartigan viene gravemente ferito da un suo collega corrotto e, in seguito, incastrato dal senatore Roark, accusandolo del rapimento e dello stupro della bambina.
A seguito dell'infamante accusa viene lasciato dalla moglie e isolato da tutti, benché alcuni colleghi sospettino che John sia stato incastrato e vorrebbero aiutarlo. Ma John, per poter proteggere la piccola Nancy, non racconta a nessuno quanto è accaduto realmente, respingendo ogni contatto col mondo: Roark, infatti, ucciderebbe chiunque venga a conoscenza della verità.
Il suo unico contatto è la piccola Nancy che, innamorata del suo salvatore, gli scrive tutte le settimane una lettera, che firma "Cordelia" per non farsi scoprire.
Hartigan passa otto anni in prigione, traendo la forza per non ammazzarsi dalle lettere della piccola, per lui amata come la figlia che non ha mai avuto.
Quando un misterioso individuo dalla pelle gialla gli fa recapitare una busta contenente un dito, John teme per l'incolumità della ragazza e firmando una dichiarazione di colpevolezza (da lui respinta in tutti questi anni) viene rilasciato. Uscito fuori, viene riportato in città da un suo amico. Alle domanda su cosa sia successo a Eileen, l'amico gli risponde che si è risposata due anni fa e che ora ha due figli. John non si mostra triste poiché Eileen aveva sempre desiderato una famiglia e che è contento che ora sia felice.
Trovata Nancy, che lavora come spogliarellista in uno squallido locale chiamato Kadie's, capisce di essere caduto in una trappola tesagli per scoprire dove si trovasse la ragazza.
Hartigan allora protegge la ragazza dal "bastardo giallo", che si scopre essere Roark Junior la persona che 8 anni prima era intenzionato a stuprare Nancy, guarito dalle ferite tramite alcuni trattamenti chimici che, come effetto collaterale, hanno reso la sua pelle di un giallo intenso e il viso deforme.
Roark rapisce la ragazza. Hartigan, mostrando una caparbietà e una forza d'animo fuori dal comune, corre per la seconda volta al suo salvataggio, proprio come otto anni prima.
John trova Nancy e finalmente si vendica per gli otto anni passati in prigione con Junior, massacrandolo di pugni fino a spappolargli il cranio.
John chiede infine a Nancy di andare via poiché deve chiamare i suoi compagni a sistemare la faccenda e fare arrestare il senatore Roark. Nancy bacia appassionatamente John che la considera la donna della sua vita. Una volta allontanatasi, la voce narrante di John, ammette di avere provato tristezza nel mentirgli. John è consapevole che il sistema è totalmente corrotto, e che non ci sarebbe mai stato modo di condannare, il senatore Roark.
Hartigan sa che, finché egli sarà vivo, la furia di Roark per la morte del figlio non si placherà mai e, per evitare di coinvolgere nuovamente Nancy e tenerla al sicuro, si suicida, pensando che morire per salvare la vita della giovane sia  "Uno scambio equo".
Benché sia morto, come egli stesso spiega, a Sin City nemmeno la morte può dare la pace.
Così Hartigan si sposta come fantasma per i vicoli di Basin City vegliando su Nancy che non si dà pace per la sua morte.

## Altri media
Nella versione cinematografica del fumetto, diretta da Robert Rodriguez nel 2005, Hartigan è stato interpretato da Bruce Willis.